# Józef Pieter
Józef Pieter (ur. 19 lutego 1904 w Ochabach na Śląsku Cieszyńskim, zm. 3 marca 1989) – polski uczony: psycholog, pedagog, filozof i naukoznawca, nauczyciel akademicki kilku uczelni, Rektor Wyższej Szkoły Pedagogicznej w Katowicach.

## Życiorys
Urodził się w Ochabach na tzw. Kościelniku jako syn Józefa Pietera, mistrza ciesielskiego. Wiosną 1914 jego rodzina przeniosła się do Skoczowa, do nowo zbudowanego domu "Pod Dębem" usytuowanego na tzw. Zabawie na prawym brzegu Wisły, przy trakcie „cesarskim” wiodącym w stronę Bielska.
Od 1916 uczył się w ośmioletnim gimnazjum im. A. Osuchowskiego w Cieszynie, gdzie w 1924 zdał z odznaczeniem egzamin maturalny. We wrześniu tego roku został przyjęty na Wydział Filozoficzny Uniwersytetu Jagiellońskiego, który ukończył w roku (1928). W 1928 doktoryzował się z filozofii i u prof. Witolda Rubczyńskiego na podstawie pracy Analiza i krytyka filozofii i wartości Hugona Münsterberga na tle współczesnej aksjologii.  W 1928 zakończył również studia historyczne uzyskaniem magisterium na podstawie pracy dyplomowej napisanej pod kierunkiem prof. Ludwika Piotrowicza, poświęconej historii Cypru pod panowaniem dynastii Euagorytów w Salaminie. Pracował jako nauczyciel w krakowskich szkołach średnich, od 1931 był starszym asystentem na UJ. Od 1936 wykładał na Akademii Wychowania Fizycznego w Warszawie oraz Instytucie Pedagogicznym Związku Nauczycielstwa Polskiego tamże. Po II wojnie światowej organizator życia naukowego w Katowicach, pełnił m.in. funkcje:
- p.o. Dyrektora (1945−1947) i Dyrektora (1947−1950) Instytutu Pedagogicznego w Katowicach
- p.o. Dyrektora Państwowej Wyższej Szkoły Pedagogicznej w Katowicach (1946–1947)
- Rektora Wyższej Szkoły Pedagogicznej w Katowicach (1956–1968)
- Dyrektora Instytutu Pedagogiki i Psychologii Uniwersytetu Śląskiego w Katowicach (1968–1974)
- redaktora naczelnego kwartalnika pedagogicznego Chowanna

We wrześniu 1945 zwrócił się do Wydziału Filozoficznego Uniwersytetu Poznańskiego z prośbą o wznowienie przerwanego przez wybuch wojny przewodu habilitacyjnego. Za pracę habilitacyjną uznano opublikowaną w 1939 będącą syntezą badań nad korelacją poziomu inteligencji z warunkami środowiska wychowawczego uczniów szkół powszechnych na polskim Śląsku w wieku 11–14 lat. Kolokwium odbyło się 18 listopada 1945. Oficjalną nominację na profesora nadzwyczajnego otrzymał 16 maja 1949. Od listopada 1953 r. podjął pracę na Uniwersytecie Warszawskim. Prowadził wykłady z psychologii rozwojowej oraz psychologii wychowawczej. Jako pierwszy po II wojnie światowej miał wyraził ideę powołania uniwersytetu w Katowicach. Będąc członkiem Obywatelskiego Komitetu Przygotowawczego Uniwersytetu Śląskiego w Katowicach, w 1945 przedstawił sprawę powołania Uniwersytetu Śląskiego w Katowicach. Po wieloletnich zabiegach – już jako Rektora WSP w Katowicach – Rada Państwa w 1968 podjęła decyzję o połączeniu Filii UJ w Katowicach (założonej w 1962) z WSP w Katowicach. Nowa uczelnia, o którą profesor zabiegał otrzymała nazwę Uniwersytet Śląski w Katowicach. W uniwersytecie objął funkcję Dyrektora Instytutu Pedagogiki i Psychologii. Prowadził wykłady przez pewien czas także na Uniwersytecie Warszawskim i Wyższej Szkole Pedagogicznej w Łodzi.
Był członkiem wieku towarzystw i komitetów naukowych (m.in. Śląski Instytut Naukowy w Katowicach, Oddział PAN w Katowicach i inne). Wchodził w skład Rady Naukowej Śląskiego Instytutu Naukowego. W 1949 zorganizował w Katowicach oddział Polskiego Towarzystwa Psychologicznego, którego był przewodniczącym do 1956. Inicjator kierunku studiów wychowanie techniczne, który powołano w 1959 na WSP w Katowicach. Był to pierwszy tego typu program studiów w Polsce. Z kierunku wychowanie techniczne powstał po latach Wydział Techniki, którego kontynuacją jest współczesny Wydział Informatyki i Nauki o Materiałach UŚ w Katowicach.

## Publikacje
Autor ponad 200 publikacji naukowych, w tym ponad 40 książek, które obejmowały problemy naukowe o znaczeniu podstawowym dla rozwoju pedagogiki i psychologii. Wychowawca wielu nauczycieli i naukowców. Niektóre publikacje:
- Psychologia światopoglądu młodzieży (1933)
- Biografia ogólna (1946)
- Psychologia jako nauka (1947)
- Krytyka dzieł twórczych (1948)
- Historia psychologii (1958−1974)
- Czytanie i lektura (1960)
- Słownik psychologiczny (1963)
- Wstęp do nauki o osobowości (1969)
- Ogólna metodologia pracy naukowej (1967)
- Psychologia uczenia się i nauczania (1970)
- Psychologia nauki (tom 191 serii wydawniczej Omega, 1971)

Był też autorem pamiętnika Czasy i ludzie (1986).

## Odznaczenia
Został uhonorowany m.in.:
- Krzyżem Kawalerskim Orderu Odrodzenia Polski (1958),
- Krzyżem Komandorskim  Polonia Restituta (1964),
- Odznaką Tysiąclecia Państwa Polskiego (1965),
- Złotą Oznaką ZNP (1967),
- Medalem Komisji Edukacji Narodowej (1968),
- Krzyżem Komandorskim z Gwiazdą Orderu Odrodzenia Polski (1974),
- Orderem Sztandaru Pracy I Klasy (1977),
- tytułem Honorowym Zasłużonego Nauczyciela PRL (1983).

## Upamiętnienie
Jego imieniem nazwano rondo w Katowicach w okolicy uczelni; poświęcono mu także pamiątkową tablicę przy ul. Szkolnej 9 w Katowicach, na budynku dzisiejszego Instytutu Chemii UŚ. Jego popiersie znajduje się również w auli nazwanej Jego imieniem, na Wydziale Pedagogiki i Psychologii Uniwersytetu Śląskiego w Katowicach oraz w Ochabach gdzie się urodził. Jego pomnik znajduje się też w Skoczowie.